# Каймаклъ
Каймаклъ е град в централната област на вилает Невшехир, Турция. Намира се на 20 км от центъра на град Невшехир. Населението му е 4347 според данни от 2019 година. Добива статута на град през 1951 година.
Градът е известен с намиращия се под него древен подземен град Каймаклъ, който е един от около 40-те подземни градове в Турция на три и повече нива под земята и една от големите туристически забележителност в историческата област Кападокия.
|  | Тази страница частично или изцяло представлява превод на страницата Kaymaklı, Nevşehir в Уикипедия на турски. Оригиналният текст, както и този превод, са защитени от Лиценза „Криейтив Комънс – Признание – Споделяне на споделеното“, а за съдържание, създадено преди юни 2009 година – от Лиценза за свободна документация на ГНУ. Прегледайте историята на редакциите на оригиналната страница, както и на преводната страница, за да видите списъка на съавторите. ВАЖНО: Този шаблон се отнася единствено до авторските права върху съдържанието на статията. Добавянето му не отменя изискването да се посочват конкретни източници на твърденията, които да бъдат благонадеждни. |